# Božetići
Božetići (Servisch cyrillisch Божетићи) is een plaats in de Servische gemeente Nova Varoš. De plaats telt 392 inwoners (2002).